# The End (The Beatles)
The End is een lied dat geschreven is door Paul McCartney van The Beatles. Zoals gebruikelijk in deze periode staat het op naam van Lennon-McCartney. The End verscheen in september 1969 op het album Abbey Road, en is het achtste en laatste nummer van de Abbey-Road-Medley. Het is het laatste nummer dat door de vier Beatles samen is opgenomen.

## Compositie

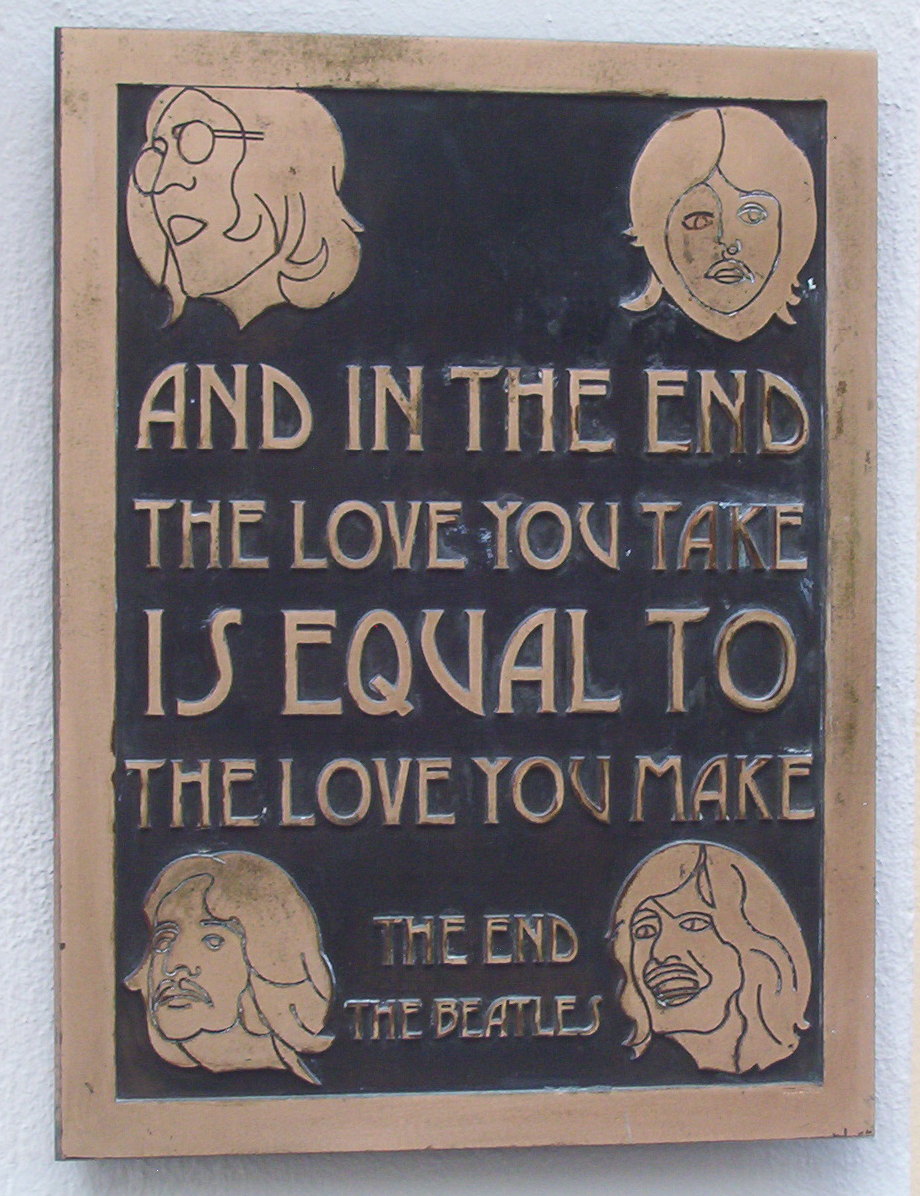
Deze plaque bevat de laatste woorden van The End.

Starr's drumwerk in het nummer is opmerkelijk: deze opname bevat de enige drumsolo in de Beatles-catalogus. Na de crescendo in het voorgaande Carry That Weight breekt Starr het nummer open met zijn solo op de toms van zijn drumstel. Hij liet zich voor zijn verdere drumwerk op het nummer inspireren op Iron Butterfly's nummer In-A-Gadda-Da-Vida. Dan volgen telkens gitaarsolo's van twee maten, gespeeld opeenvolgend door McCartney, Harrison (die volgens Ian MacDonald "opmerkelijk hard lijkt op Eric Clapton's gitaarwerk"), en Lennon. Op het einde van het luide stuk voor de outro, speelt McCartney nog een A-majeur-akkoord op piano, verwijzend naar You Never Give Me Your Money en Carry That Weight. Tijdens dit stuk op piano zingt hij tevens de befaamde woorden "And in the end, the love you take, is equal to the love you make" ('Ten slotte is de liefde die je neemt gelijk aan de liefde die je maakt'). Een onverwacht en melancholisch C-majeur-akkoord sluit de medley af.

## Muzikanten
Bezetting volgens Ian MacDonald:
- Paul McCartney – zang, achtergrondzang, basgitaar, piano, leadgitaar
- John Lennon – achtergrondzang, leadgitaar
- George Harrison – achtergrondzang, ritmegitaar, leadgitaar
- Ringo Starr – drums

## Andere versies
- Het laatste deel van de Abbey-Road-Medley, bestaande uit Golden Slumbers, Carry That Weight, en The End, is vaak door McCartney live gespeeld na het uiteenvallen van The Beatles, onder andere tijdens zijn wereldtournee 'The Paul McCartney World Tour' in 1989-90. Een opname van de medley tijdens een concert in Toronto, Canada, op 7 december 1989, werd uitgebracht op zijn livealbum Tripping the Live Fantastic.